# Franco Florio
Franco Florio (Cosenza, 18 aprile 1976) è un allenatore di calcio ed ex calciatore italiano, di ruolo centrocampista.

## Carriera

### Club
Inizia la carriera al Cosenza, squadra della sua città, dove in due stagioni di Serie B totalizza 26 presenze senza segnare.
Nel 1995-1996 milita in Serie A con la maglia della Roma di Carlo Mazzone, senza riuscire ad esordire, giocando nella formazione Primavera.
Nella seconda esperienza a Cosenza, in una stagione totalizza 23 presenze, segnando i suoi primi due gol tra i professionisti.
Nella terza esperienza a Cosenza, gioca la parte iniziale del campionato. Dopo aver totalizzato 5 presenze ed un gol, viene ceduto a novembre al Foggia dove trova poco spazio e fa 5 presenze.
Nella sua quarta ed ultima esperienza a Cosenza, caratterizzata da molti infortuni, scende in campo solo in due occasioni.
Nel Monza gioca dal 1999 al 2002 con maggiore continuità. Con i biancorossi totalizza 73 presenze, mettendo a segno 2 gol in tre campionati, anche se in quest'ultimo torneo a gennaio 2002 viene ceduto in prestito al Treviso.
Nel Treviso gioca 9 partite da titolare, chiudendo la sua carriera da professionista.
Dopo l’addio al calcio professionistico, nel 2006 ha conseguito una Laurea in Scienze della Comunicazione all’Università IULM di Milano. Parla fluentemente quattro lingue.
Ha terminato la carriera nei campionati dilettantistici militando nel Rende dal 2007 fino al 2011. Con i biancorossi ha ottenuto due promozioni: una in Promozione calabrese (dalla Prima Categoria) ed una in Eccellenza. Con il Rende in campionato ha giocato 60 partite mettendo a segno 9 gol.
Negli ultimi anni ha deciso di dedicarsi a sostenere i giovani del territorio e nel 2022 ha inaugurato la prima art gallery a Cosenza finanziata da uno sportivo 
con le opere di Adele Ceraudo, primo caso di art venture capitalist dal mondo dello sport nel Sud Italia.

### Allenatore
Nel 2012, è secondo allenatore della prima squadra del Cosenza.
Nel 2013, allena la squadra Juniores del Cosenza. Nella stagione 2013-2014, è l’allenatore della Berretti sempre del Cosenza.
Trasferitosi negli Stati Uniti, nel 2015 e nel 2017 lavora in una scuola calcio a Seattle.
Dal 2018 vive a Miami Beach, da Marzo a Settembre 2018 ha allenato una squadra chiamata Miami Soccer Academy.
Nell’Ottobre del 2018 è diventato il nuovo allenatore dell’Under 23 del Miami United FC. Da Aprile 2019, oltre ad allenare l’Under 23, è secondo allenatore della prima squadra che partecipa alla NPSL. Nella stagione 2021-2022, diventa il vice allenatore del Crotone in Serie B. Nella stagione 2025-2026 è il Responsabile Tecnico delle Attività di Base della Pirossigeno Cosenza, società che milita in Serie A, massima serie del campionato di Calcio a 5.

### Nazionale
Ha partecipato all'Europeo Under-18 con la Nazionale italiana. Vanta una convocazione in Nazionale Under-21 ed una presenza con l’Under-21 di Serie B.

## Palmarès

### Club
Campione d'Italia Berretti:
Cosenza: 1992-1993.

#### Competizioni regionali
- Prima Categoria: 1

Rende: 2007-2008
- Promozione: 1

Rende: 2008-2009